# Derambila melagonata
Derambila melagonata är en fjärilsart som beskrevs av Walker 1863. Derambila melagonata ingår i släktet Derambila och familjen mätare. Inga underarter finns listade i Catalogue of Life.